# Eric Bradbury
Pour les articles homonymes, voir Bradbury.
Eric Bradbury, né le 4 janvier 1921 à Sydenham et mort le 14 mai 2001 à Southend-on-Sea, est un dessinateur de bande dessinée britannique.

## Œuvre

### Publications françaises
- Atémi, Aventures et Voyages, collection Mon journal

49. La Force de l'habitude, scénario de Ken Mennell, dessins de Jordi Bernet et Eric Bradbury, 1979
106. Une Voiture toute neuve, dessins de Mike Western et Eric Bradbury, 1981
107. À tombeau ouvert, dessins de Mike Western et Eric Bradbury, 1981
108. Le Nez dans la ferraille, dessins de Mike Western, Jordi Bernet et Eric Bradbury, 1981
109. La Valse des cyclistes, dessins de Mike Western, Jim Watson et Eric Bradbury, 1981
110. L'Île au dragon, scénario de Scott Goodall, dessins de Mike Western et Eric Bradbury, 1981
111. Qui est Abigaïl ?, dessins de Mike Western, Jordi Bernet et Eric Bradbury, 1981
112. Jeu de l'Oie, dessins de Mike Western et Eric Bradbury, 1981
170. Out !, scénario d'Antonio Musso et Scott Goodall, dessins de James Bleach, Eric Bradbury et Loredano Ugolini, 1984
171. Les Rquins, scénario d'Antonio Musso et Scott Goodall, dessins de James Bleach, Eric Bradbury et Loredano Ugolini, 1984
173. Les Clameurs de la foule, scénario d'Antonio Musso, Max Bunker et Scott Goodall, dessins de James Bleach, Eric Bradbury, Leonardo Gagliano et Loredano Ugolini, 1984
176. Le Tunnel des sorcières, scénario d'Antonio Musso, Max Bunker, Gerry Finley-Day et Scott Goodall, dessins d'Eric Bradbury, Leonardo Gagliano et Loredano Ugolini,1984
178. Le Temps des assassins, scénario d'Antonio Musso, Max Bunker, Gerry Finley-Day et Scott Goodall, dessins d'Eric Bradbury, Leonardo Gagliano et Loredano Ugolini, 1984
180. Steve la Haine, scénario d'Antonio Musso, Gerry Finley-Day et Scott Goodall, dessins d'Eric Bradbury, Sandy James et Loredano Ugolini, 1984
181. La Triche, scénario d'Antonio Musso, Max Bunker, Gerry Finley-Day et Scott Goodall, dessins d'Eric Bradbury, Leonardo Gagliano et Loredano Ugolini, 1984
- Akim, Aventures et Voyages, collection Mon journal

422. Le Sosie, scénario de Giuseppe Pederiali et Roberto Renzi, dessins d'Eric Bradbury, Augusto Pedrazza et Stelio Fenzo, 1977
425. Le Mur de feu, scénario de Giuseppe Pederiali et Roberto Renzi, dessins d'Eric Bradbury, Augusto Pedrazza et Stelio Fenzo, 1977
426. Seul contre tous, scénario de Giuseppe Pederiali et Roberto Renzi, dessins d'Eric Bradbury, Augusto Pedrazza et Stelio Fenzo, 1977
427. L'Épreuve du feu, scénario de Giuseppe Pederiali et Roberto Renzi, dessins d'Eric Bradbury, Augusto Pedrazza et Stelio Fenzo, 1977
428. La Forêt des arbres jaunes, scénario de Giuseppe Pederiali et Roberto Renzi, dessins d'Eric Bradbury, Augusto Pedrazza et Stelio Fenzo, 1977
430. Le Peuple des falaises, scénario de Giuseppe Pederiali et Roberto Renzi, dessins d'Eric Bradbury et Augusto Pedrazza, 1977
- Sunny Sun, Aventures et Voyages, collection Mon journal

12. Le Retour de 777, scénario de Jean Sanitas et Tom Tully, dessins de Guido Zamperoni, Mike Western et Eric Bradbury, 1978
26. Le Chevalier Galaxique, scénario de Jean Sanitas, Ennio Missaglia et Tom Tully, dessins de Guido Zamperoni, Vladimiro Missaglia, Mike Western et Eric Bradbury, 1979
- Tipi, Aventures et Voyages, collection Mon journal

49. Cris dans la nuit, scénario de Giana Anguissola et Guido Martina, dessins d'Eric Bradbury, Karpa et Lino Zuffi, 1979